# Маркин, Юрий Владимирович
Ю́рий Влади́мирович Ма́ркин (укр. Юрій Володимирович Маркін; род. 19 января 1971, Запорожье) — советский и украинский футболист, игравший на позициях защитника и полузащитника. По завершении карьеры стал тренером.

## Биография
Воспитанник футбольной школы запорожского «Металлурга», первый тренер — Виктор Лейнер. Начал профессиональную карьеру в запорожском «Торпедо», выступавшем во второй союзной лиге. В 1990 году команда стала победителем украинской зоны второй низшей лиги, а Маркин по ходу сезона стал игроком «Металлурга», в том же году завоевавшего право выступать в элитном дивизионе советского футбола. Дебютировал в высшей лиге 7 июля 1991 года, выйдя в стартовом составе в выездном матче против донецкого «Шахтёра». Со слов самого Маркина, в том матче должен был опекать форварда «горняков» Сергея Щербакова, однако именно он стал автором единственного гола в матче.
Продолжил играть за «Металлург» в чемпионатах независимой Украины. Остался в клубе, несмотря на серьёзное ухудшение финансового положения команды в первой половине 90-х и уход основных игроков. В высшей лиге чемпионата Украины стал одним из ключевых игроков запорожцев, был капитаном команды. Выступал за команду на протяжении 9 сезонов, в элитном дивизионе провёл более 200 игр. Также выступал за фарм-клуб «Металлурга» во второй лиге. В начале сезона 1999/00 принял решение покинуть команду, не найдя взаимопонимания с новым главным тренером Мироном Маркевичем. В августе 1999 года стал игроком кировоградской «Звезды», где выступал до зимнего перерыва. Затем перешёл в состав симферопольской «Таврии», в которой доиграл сезон. Следующий чемпионат начал в алчевской «Стали», однако там не закрепился в составе. Некоторое время выступал в команде Запорожского алюминиевого комбината, игравшей в чемпионате области и любительском чемпионате Украины. В 2003 году принял предложение Александра Томаха, с которым был знаком по работе в «Металлурге», и стал игроком «Системы-Борекс» из Бородянки, которой помог сохранить прописку в первой лиге в сезоне 2002/03. Всего провёл в Бородянке год. В 2004 году, вместе с бывшим одноклубником Евгением Немодруком, отправился во Вьетнам, где стал игроком клуба «Донгтхап». Проведя три месяца в Азии, вернулся в Украину и завершил профессиональную карьеру. Некоторое время, по окончании выступлений играл на любительском уровне

### Тренерская карьера
В 2005 году стал тренером в СДЮШОР «Металлурга». В 2007 году был назначен главным тренером «Металлурга-2», затем некоторое время работал в штабе главной команды. В 2008 году вернулся в ДЮСШ. В 2016 году, после снятия «Металлурга» с чемпионата и заявки во вторую лигу, вошёл в тренерский штаб команды. После отставки Ильи Близнюка, в феврале 2017 года, был назначен главным тренером команды, проработав на этой должности 2 месяца. Затем стал тренером в футбольной школе муниципального футбольного клуба «Металлург».